# Clot del Grau

El Clot del Grau, respecte del terme d'Abella de la Conca

El Clot del Grau és un clot, una petita vall tancada, del terme municipal d'Abella de la Conca, a la comarca del Pallars Jussà.
Està situat just al nord-est de la casa de Capdecarreu, i forma una vall tancada que recull les aigües de l'Obaga dels Cóms.

## Etimologia
Es tracta d'un topònim romànic modern, de caràcter descriptiu. És un clot marcat al nord per una cinglereta que forma un grau o graó damunt d'aquesta vall.